# Brodetske
Brodetske (ukrainien : Бродецьке) est une commune urbaine de l'oblast de Vinnytsia, en Ukraine. Elle compte 2 079 habitants en 2021.